# Cimbalom
Il cimbalom, adattato in zimbalon e detto anche salterio ungherese, è uno strumento musicale a corde battute e in alcuni casi, per esempio in Italia, pizzicate.
Tipico dell'Europa centro-orientale, è un tipo di salterio, diffuso soprattutto in Ungheria, Ucraina, Bielorussia e Romania, ma anche in Slovacchia e nella Slovacchia morava.
Nella versione più rudimentale, senza piedi, è suonato nelle campagne.
Il più diffuso è il cimbalom da concerto: le corde vengono suonate percuotendole con bacchette ricoperte da cotone e il suono che si ottiene è parecchio simile a quello di un pianoforte.
Molti compositori moderni e contemporanei hanno utilizzato il cimbalom in numerose composizioni: Kodály, Bartók, Stravinskij, Debussy, Boulez, Eötvös, Kagel, Kurtág, Stockhausen.
Tra gli artisti internazionali che hanno utilizzato il cimbalom vi sono i The Alan Parsons Project nell'album Pyramid del 1978.